# Белоградчицькі скелі
Белоградчицькі скелі — група скельних утворень незвичайної форми з пісковика і конгломерату, розташована на західному схилі гір Стара-Планіна недалеко від міста Белоградчика на північно-заході Болгарії. Скелі відрізняються по кольору від червоного до жовтого; висота деяких скель досягає 200 м. Багато скель мають химерні обриси і пов'язані з цікавими легендами. Найчастіше їх називали в честь людей або предметів, на які, як вважалося, вони походили. Белоградчицькі скелі оголошені болгарським урядом природною пам'яткою і є головною туристичною пам'яткою регіону. Вони є єдиним місцем проживання  рослини, яка перебуває під загрозою зникнення, болгарського ендеміка  Hieracium belogradcense.

## Географія

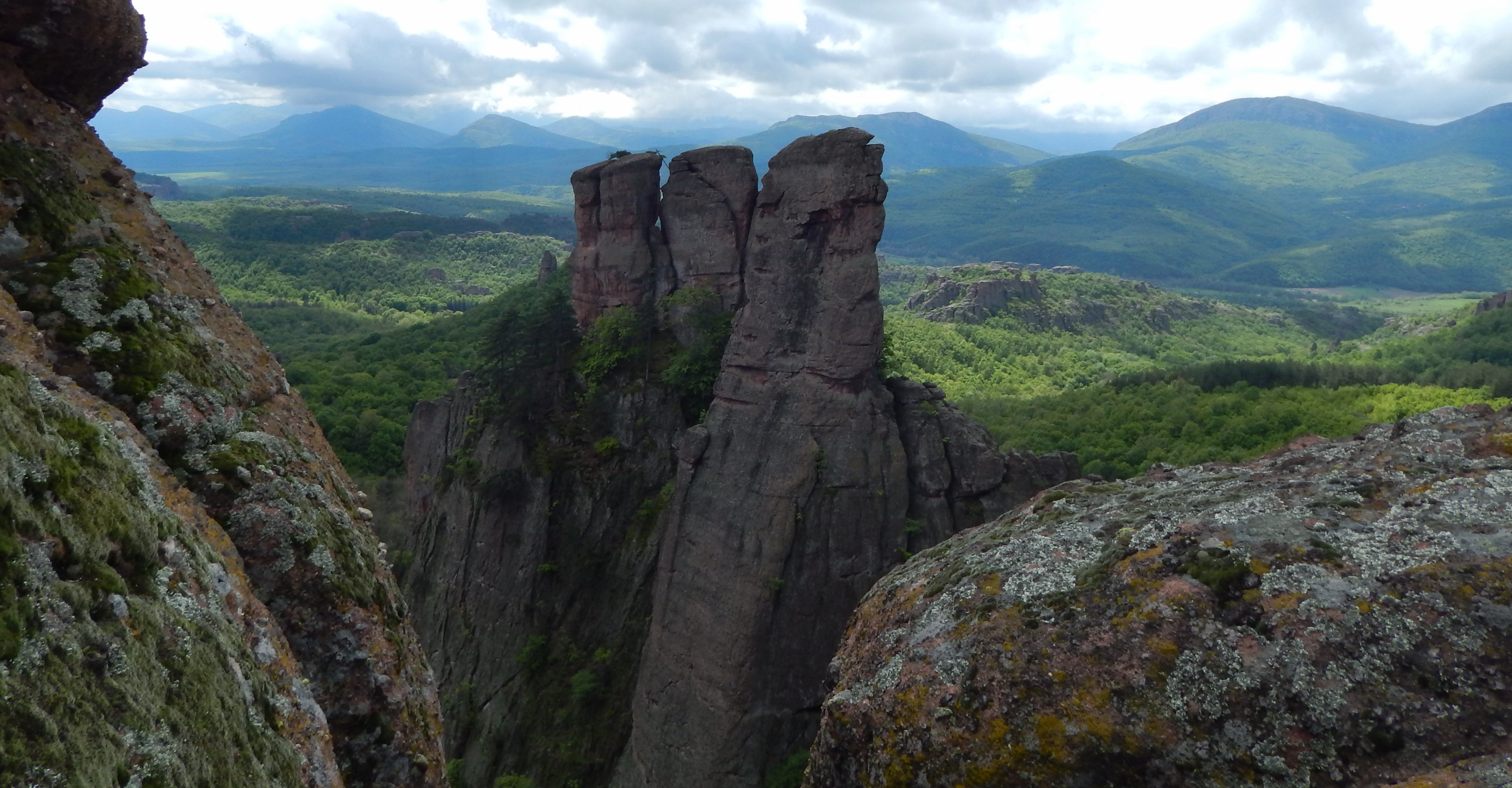
Белоградчицькі скелі

Белоградчицькі скелі розташовані в західній частині гір Стара-Планіна і займають площу близько 50 км². Вони простягаються від села Рабиша на заході до села Белотинці на сході.
Центральна група скель розташована на південь від міста Белоградчика. Тут розташовуються найцікавіші скельні утворення: «Адам і Єва», «Гриби», «Учениця», «Ведмідь», «Дервіш», «Пастушок», «Лев», «Верблюд», «Мадонна», «Вершник», «Ченці», «Богиня Бендіда», «Бунтар Велко» і багато інших.
Друга група скель лежить на захід від Белоградчика. Різноманітні скелі оточені стрімкими урвищами. Найвідоміші з цих скель — «Збеговете», «Еркупрія» і «Борич».
Третя група скель знаходиться в 4 км на схід від Белоградчика і включає скелі навколо Латинських воріт і печери Липеник.
Четверта скельна група лежить між селами Боровиця і Фалковец. Серед цих скель «Сосновий камінь», «Пчелин камінь», «Торлак» і «Моміна скеля».
П'ята група скель розташована між селами Гюргич і Белотинці.

## Геологія

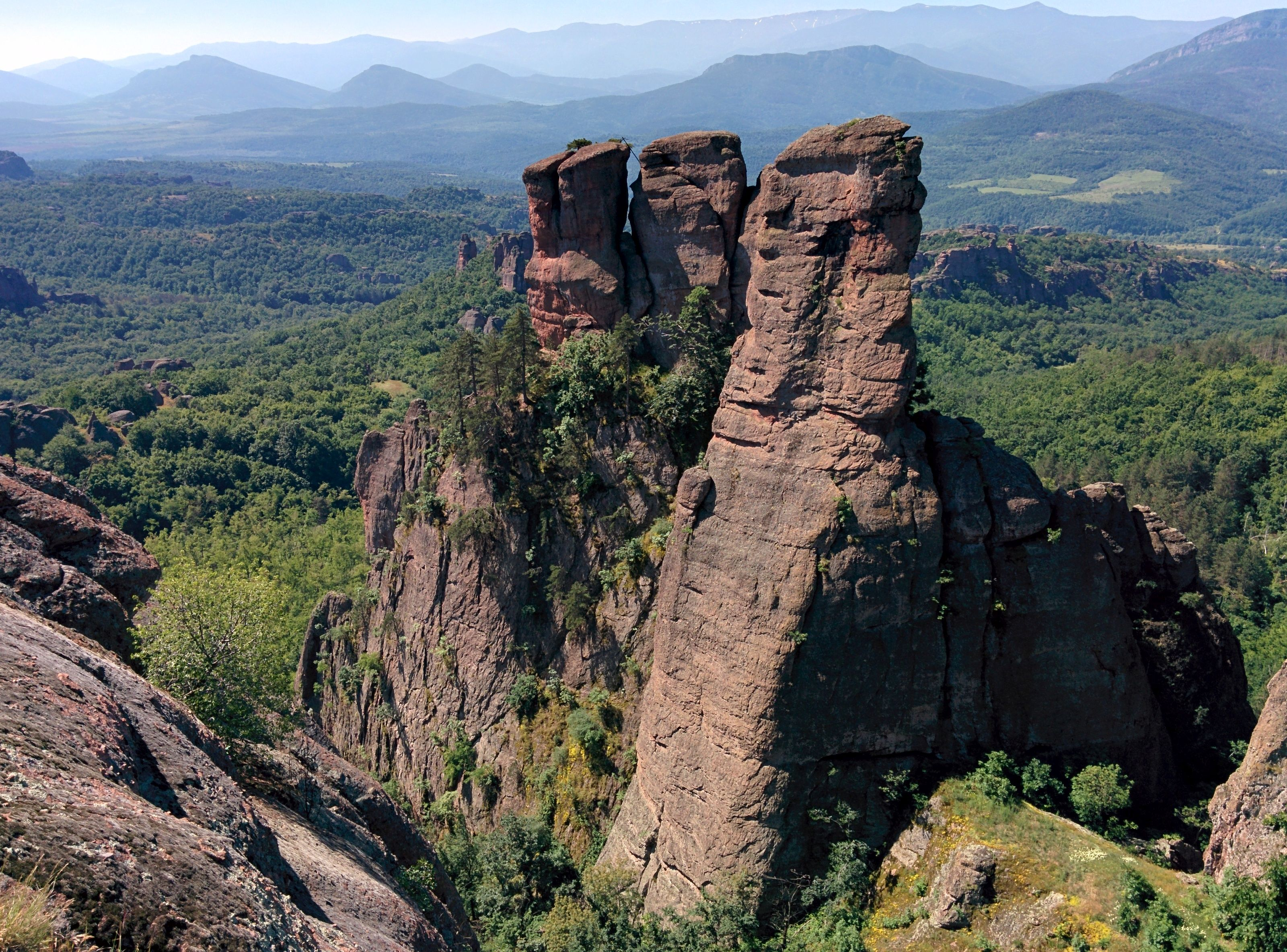
Белоградчицькі скелі

Белоградчицькі скелі, панорамний вид

Багато скель незвичайних форм і невеликі долини з крутими вертикальними схилами формувалися протягом сотень мільйонів років у результаті природних процесів ерозії, денудації, зростання мохів і лишайників та інших природних факторів.
Формування Белоградчицьких скель почалося під час пермського періоду. Пізніше, під час тріасового періоду, регіон опинився на дні мілководного моря. У той же час, руйнування ранніх палеозойських порід утворло величезну кількість гравію, піску і глини, які були винесені річками в море. Осадові породи накопичувалися поступово товщали прошарки конгломератів і пісковиків. Шматки конгломерату ставали округлими під впливом води.
Під час юрського періоду, протягом 20 мільйонів років, шаруваті матеріали міцно склеюються за допомогою піщано-глинистої спайки або кремнію. Жаркий і сухий клімат утворив велику кількість оксиду заліза, або гематиту, який надав скель їх іржавий червоний колір. Коли земна кора стала осідати, більш легкі і маленькі пісковики з'єднувалися з червоними конгломератами.
На початку кайнозойської ери та на початку альпійського тектонічного циклу, в Балканських горах формувалися великі антикліналі, і за цей час регіон перетворився на сушу. Близько 45 мільйонів років тому почалося підняття Белоградчицької антикліналі, і в цей час вапняки і конгломерати тріскалися в ядрі, створюючи вертикальні і горизонтальні складки на гребені антикліналі. В ядрі Белоградчицької антикліналі знайдені палеозойські породи, а схили складаються з конгломератів, пісковиків і вапняків юрського періоду.
Вертикальна проникність і дія річок сприяли вертикальній ерозії гірських порід, а розломи, де відбувалися тектонічні рухи, були перетворені ерозією в невеликі долини і перевали з прямовисними або крутими схилами, що утворюють окремі вертикальні блоки у вигляді нинішніх скельних формувань.

## Туризм
Белоградчицькіскелі є важливим туристичним об'єктом на північному заході Болгарії, разом з містом Белоградчик і фортецею Белоградчика, яка використовує скелі як природну оборонну споруду, та прилеглою печерою Магура, розташованою недалеко від села Рабиша. Ще однією туристичною визначною пам'яткою в цьому районі є Баба Віда, середньовічна фортеця в сусідньому місті Відін на Дунаї.
Болгарський комітет навколишнього середовища в 1949 році оголосив скелі природним пам'ятником, а в 1987 році вони увійшли в Національний реєстр пам'ятників природи. Також вони входять до переліку 100 туристичних об'єктів Болгарії.
У 1984 році Белоградчицькі скелі і печера Магура були включені у список об'єктів, запропонованих до включення в список Всесвітньої спадщини ЮНЕСКО. Белоградчицькі скелі знаходяться на розгляді як геопарк в Європейській мережі геопарків і в Глобальній мережі геопарків ЮНЕСКО.

У січні 2009 року, Белоградчицькі скелі були номіновані Болгарією на звання одного з 7 нових чудес природи.

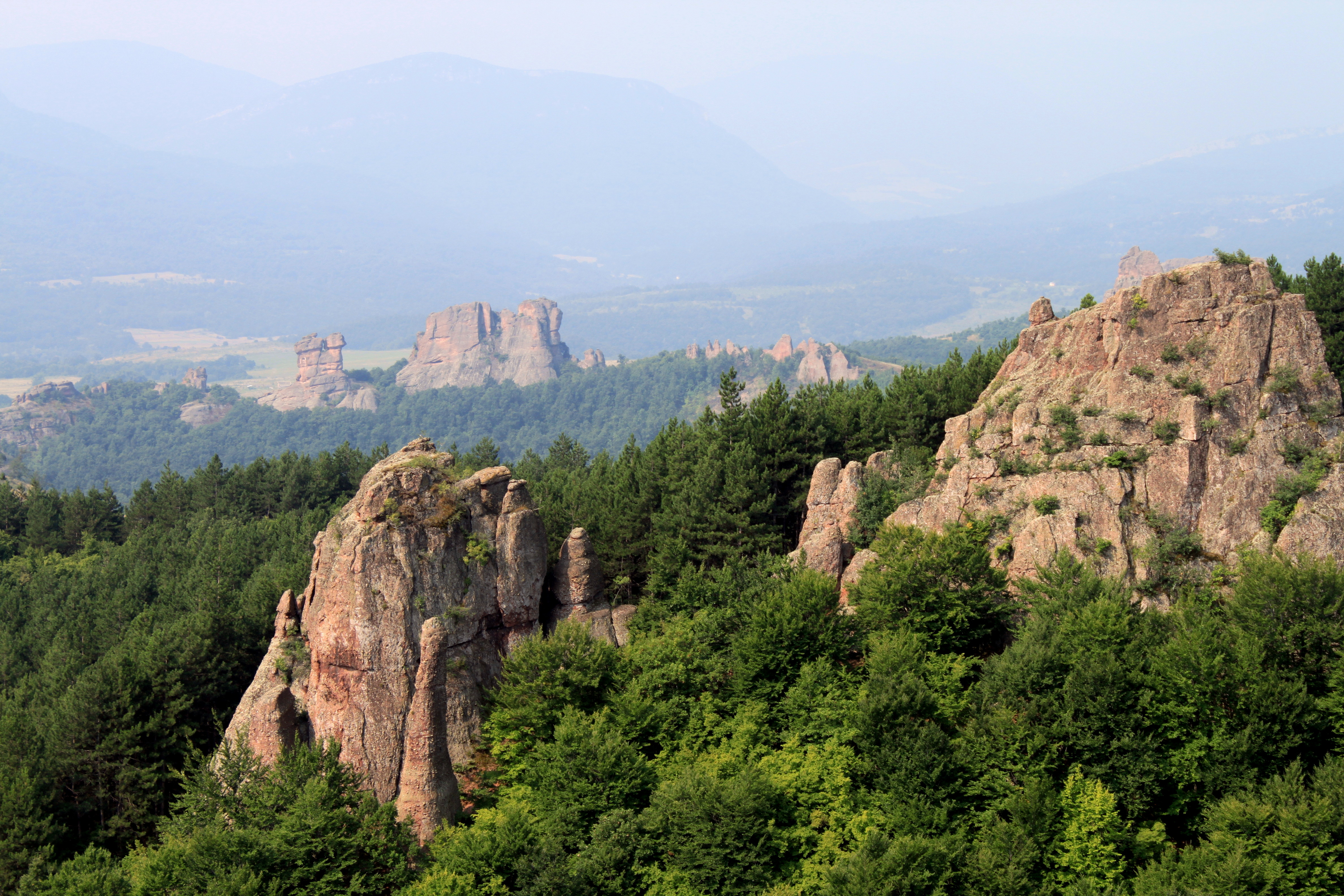
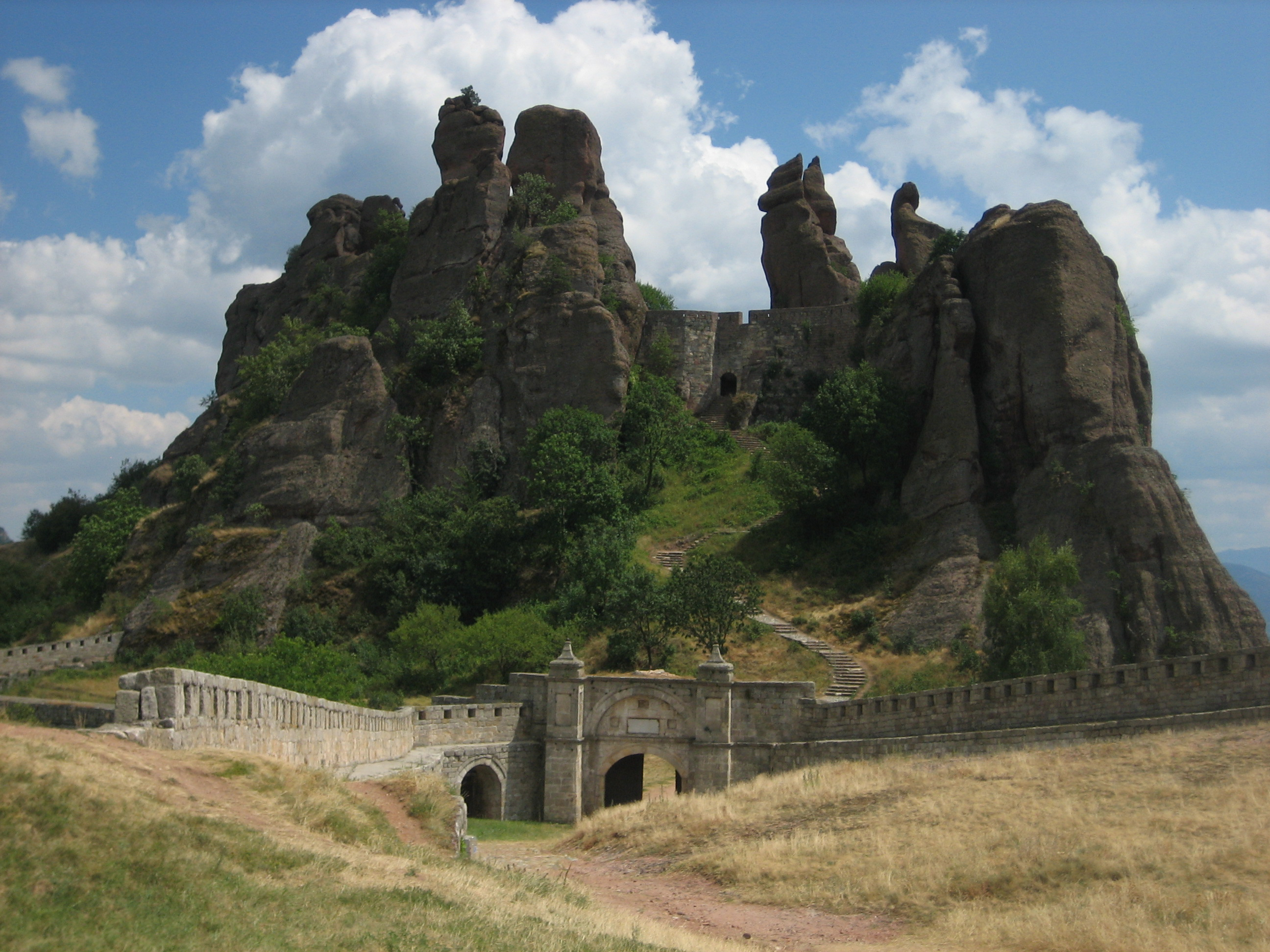
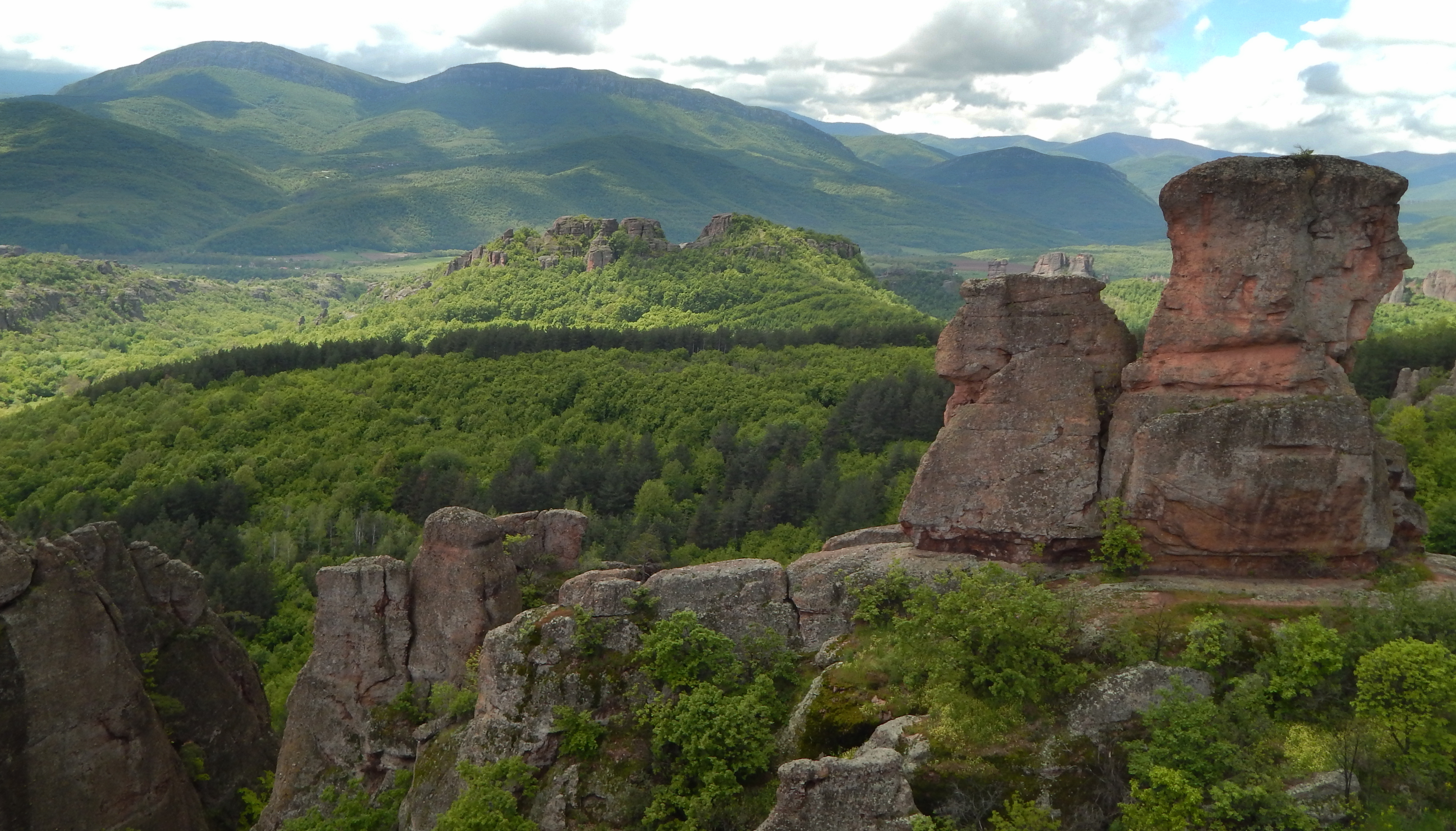
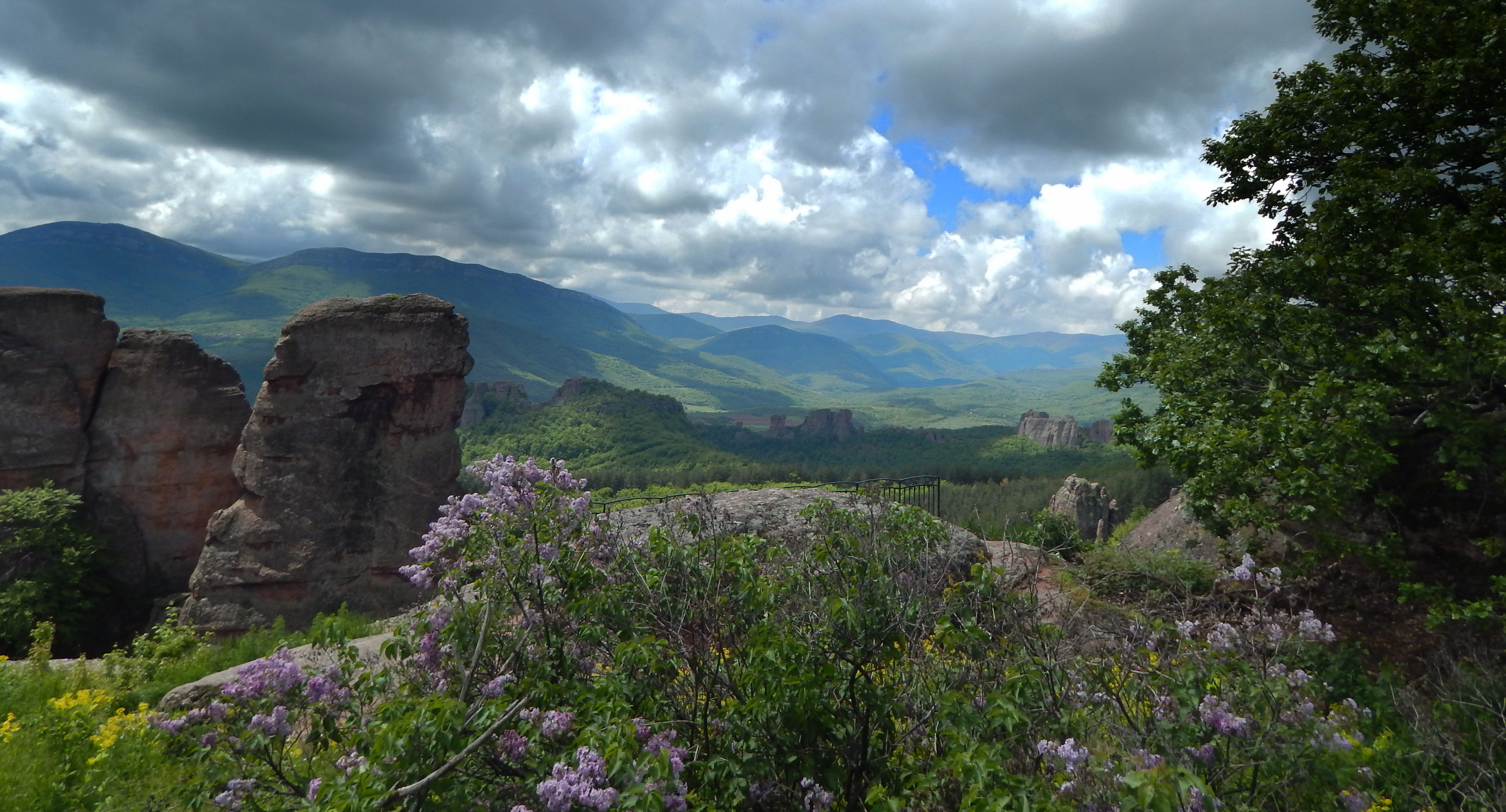
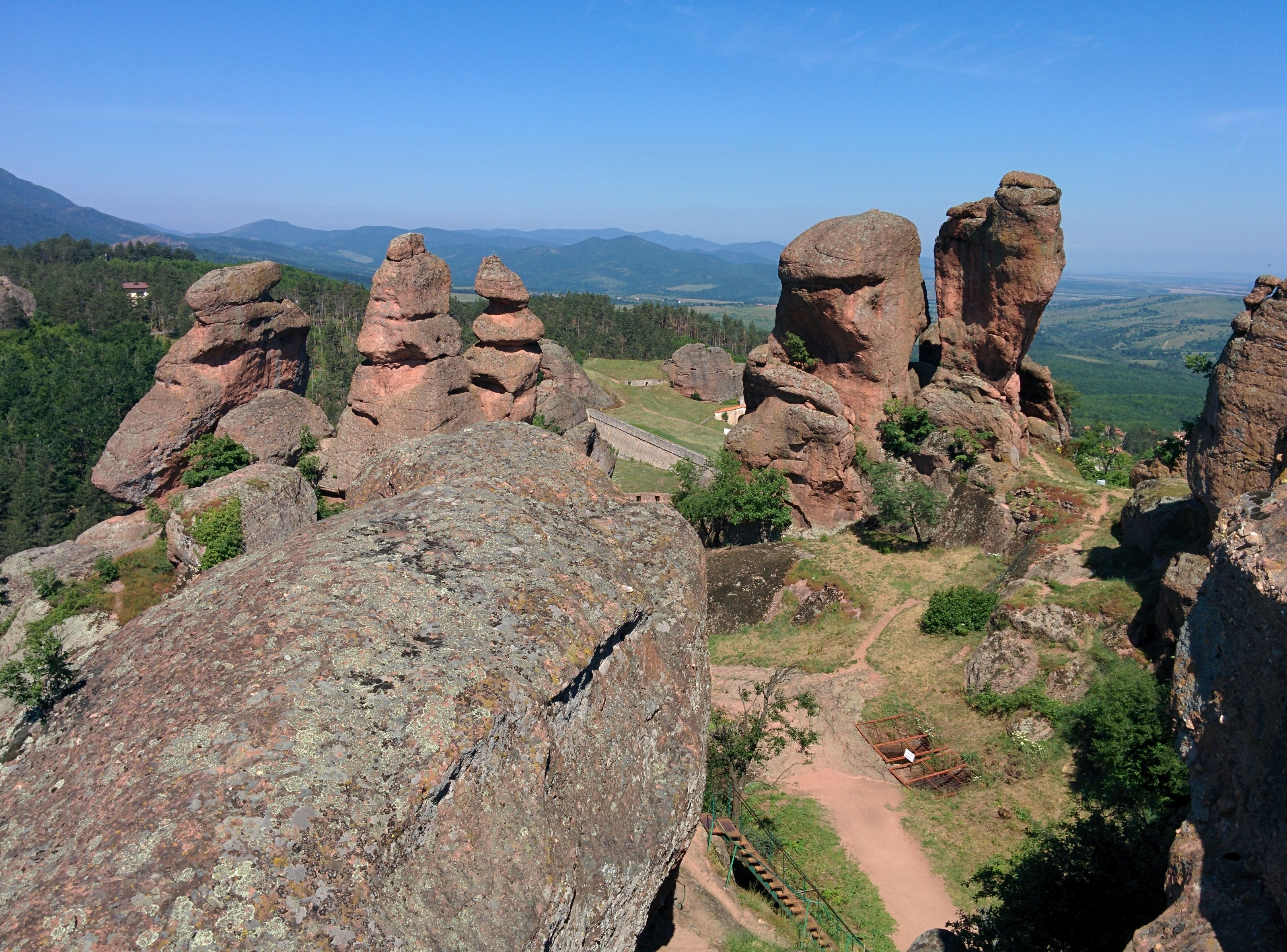